# 松本猛
松本 猛（まつもと たけし、1951年4月18日 - ）は、日本の随筆家。

## 人物・来歴
松本善明（弁護士、元衆議院議員）、いわさきちひろ（絵本画家）夫妻の長男として東京都に生まれる。乳児期は、安曇野の祖父母のもとに預けられた。当時ちひろの乳を飲んでいた三宅裕司は乳兄弟。
1957年 学芸大学付属大泉小学校に入学。体育だけは誰にも負けなかった。
1963年 学芸大学付属小金井中学校に入学。最初の英語の授業で先生にたたかれ、絶対に英語は勉強しまいと心に決める。後になって後悔したが、最初のつまずきが高校受験、大学受験にまで影響を及ぼすことになった。野球部に入り、キャッチャーで3番を打つ。中学時代は野球と女の子だけの人生だった。
1966年 東京都立大泉高等学校に入学。入学前から野球部の練習に参加し、一年からレギュラーを保証するといわれたが、入学後、美しい演劇部の女性に誘われ、単純かつ不純な動機で演劇部に入る。シナリオを書き、演出をする一方、応援団長を勤め、甲子園を目指す野球部が負けるまで、応援団を率いて声を張り上げた。学生紛争が激化する中で、卒業式準備委員長に選ばれ、大泉高校はじまって以来、首席ではない劣等生が答辞を読むことになった。当然のことながら、受けた大学はすべて落ちる。
1972年 2年の浪人を経て、東京藝術大学美術学部芸術学科に入学。芸大の合格発表の前に早稲田大学に受かる。そのときの母の安堵の顔を見た瞬間、苦労をかけたと涙が流れた。芸大では再び体育会系野球部に入りキャッチャーでキャプテンを務める。
1974年3月、東京芸術大学美術学部芸術学科卒業。同年夏に母を亡くす。翌年、いわさきちひろ記念事業団設立準備委員会を発足させ、母の作品を展示する美術館の開館に向け奔走を始める。
1977年9月、世界初の絵本美術館となる「いわさきちひろ絵本美術館」（現：
ちひろ美術館・東京）を練馬区下石神井の自宅兼アトリエ跡に開館。同館初代館長には猛が懇請して飯沢匡に引き受けてもらった。
1997年4月、いわさきちひろ絵本美術館の開館20周年を記念して、ちひろの両親が戦後に開拓農民として暮らした長野県松川村に安曇野ちひろ美術館を開館。館長に就任した。
1998年、安曇野アートライン推進協議会副会長、次いで2002年から、長野県信濃美術館館長も併任したほか、長野県文化振興事業団理事も務めた。
2010年4月26日、2006年の長野県知事選で田中康夫を支援した会社経営者らからの出馬要請を踏まえ、同年8月に行われる知事選への出馬を表明。県知事選出馬に伴い、同年5月、長野県信濃美術館・安曇野ちひろ美術館の館長および長野県文化振興事業団理事、安曇野アートライン推進協議会副会長から退任した。同年8月の県知事選挙では共産党も加わる団体の支援も受けて選挙戦に臨むも、落選した。
前妻、松本由理子との間に、子供が4人。三女は絵本作家の松本春野。

## 主な著書
- 松本猛・松本春野　絵 松本春野『ふくしまからきた子』岩崎書店、2012年。ISBN 426508110X
- 『ちひろと一茶』信濃毎日新聞社、2009年。ISBN 4784071040
- 『ちひろ美術館の絵本画家たち』新日本出版社、2003年。ISBN 440603031X
- 『ぼくが安曇野ちひろ美術館をつくったわけ』講談社、2002年。ISBN 4062112590

### エッセイ集
- 『安曇野ふわりふわり』信濃毎日新聞社、2008年。ISBN 4784070737
- 『母ちひろのぬくもり』講談社+α文庫、1999年。ISBN 4062563975

### 小説
- 菊池恩恵、松本猛『失われた弥勒の手━安曇野伝説』講談社、2008年。ISBN 4062146452